# Glande de Littré
Les glandes urétrales ou périurétrales (également glandes de Littré d'après Alexis Littré) sont des glandes qui se ramifient à partir de la paroi de l'urètre des mammifères. Les glandes sécrètent du mucus et sont plus nombreuses dans la section de l'urètre qui traverse le pénis. Les glandes urétrales produisent une sécrétion colloïde contenant des glycosaminoglycanes ; cette sécrétion protège l'épithélium contre l'urine . 
Une urétrite non traitée peut entraîner une infection des glandes urétrales, qui peut à son tour entraîner des rétrécissements urétraux gênants.